# عصيدة الذرة
عصيدة الذرة أو الهوميني هو غذاء ينتج من حبات الذرة المجففة التي تمت معالجتها بمادة قلوية.

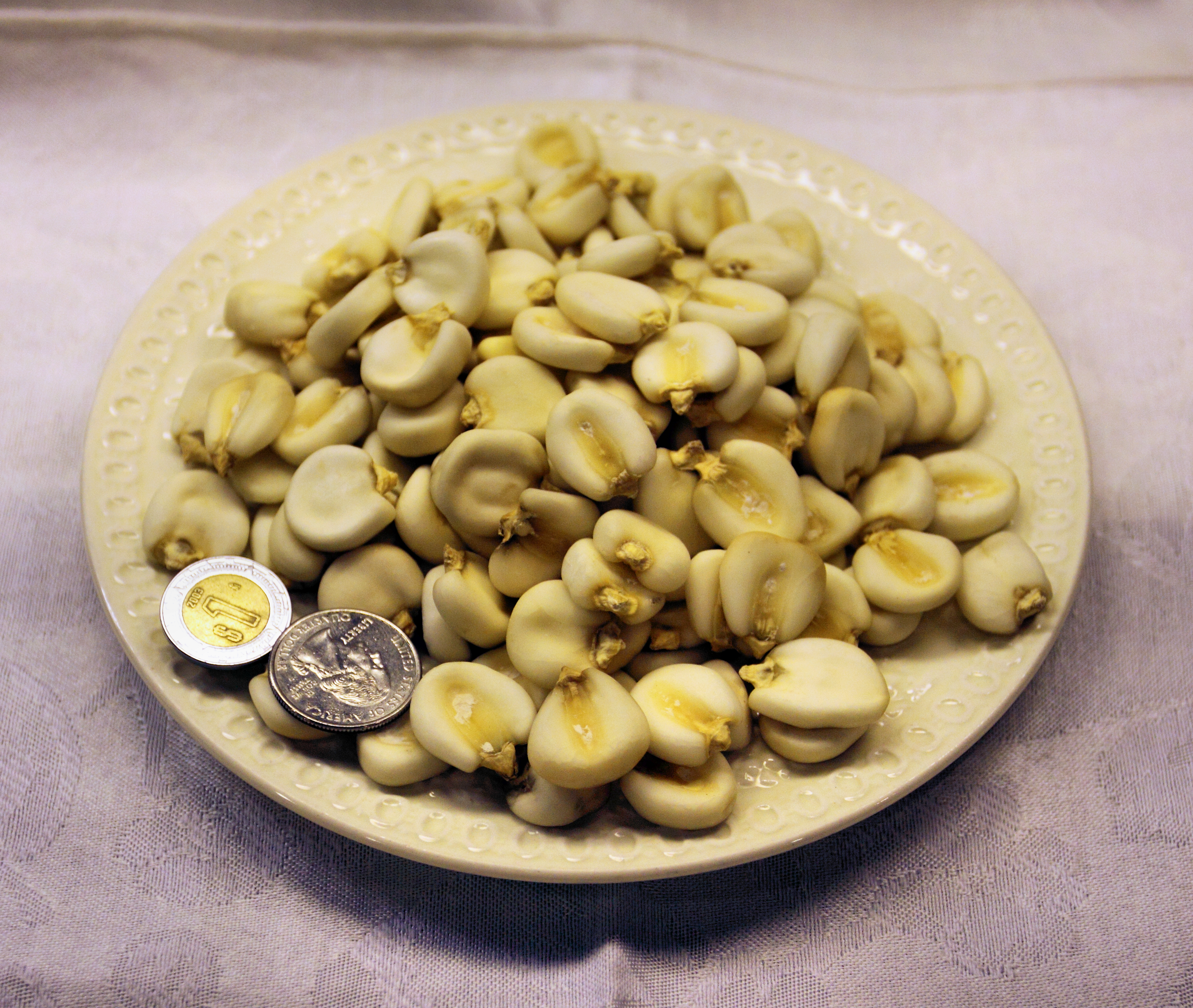
عصيدة الذرة المجفف (غير المطبوخ).

## العناصر الغذائية
تتكون عصيدة الذرة المعلبة (المصفاة) من 83% ماء، 14% كربوهيدرات، 1% بروتين، و1% دهون (مائدة). في حصة 100 جرام، توفر عصيدة الذرة 72 سعرة حرارية وهي مصدر جيد (10-19٪ من القيمة اليومية) للزنك. كما يوفر الألياف الغذائية. والعناصر الغذائية الأخرى بكميات منخفضة (الجدول).